# 더 건맨
《더 건맨》(영어: The Gunman)은 2015년 개봉한 액션 스릴러 영화이다.

## 줄거리
특전 부대 출신인 미국인 짐 테리어는 비밀 작전 용병으로 일하고 있다. 2006년 그는 현지 프로젝트에 보안을 제공한다는 명목 하에 한 회사에서 콩고 민주 공화국에 파견한 팀의 일원으로 활동한다. 그는 같은 재외국민 처지인 현지 병원 NGO 의사 애니와 사랑에 빠진다.
콩고는 내전으로 황폐화된 상태이지만 대형 다국적 채광 회사들은 콩고 광산업에서 계속 이익을 얻고 있다. 콩고 광업부 장관이 채광 회사들과 맺었던 계약의 부당성을 공표하고 조건을 재협상할 계획을 내놓자 채광 회사들은 풍부한 광물 자원에 대한 용익권을 계속 확보하기 위해 테리어가 속한 팀을 고용해 장관을 암살하기로 한다. 테리어는 저격 소총으로 장관을 사살한 뒤 애니를 뒤로 한 채 아프리카를 떠난다. 그 후 테리어는 용병 일에서 은퇴한다.
8년 후 테리어는 우물을 짓는 자선 단체의 활동가가 되어 콩고로 돌아온다. 어느 날 테리어는 난폭한 현지 암살팀을 맞닥뜨리지만 그들을 모두 죽이는 데 성공한다. 공격자들의 시체를 수색하던 중 그는 공격이 무작위로 이뤄진 게 아니라 정확히 자신이 목표였음을 증거하는 흔적을 발견한다.
두려움과 의심에 사로잡힌 테리어는 런던으로 도피하여 옛 동료 용병 콕스를 만나고, 장관 암살 작전에서 회사와 용병들 사이의 연락 담당이었던 펠릭스 마르티를 찾아 관련 정보를 캐내라는 조언을 듣는다. 펠릭스는 현재 스페인에 살고 있으며 애니와 결혼한 상태이다.
펠릭스는 테리어가 찾아오자 24시간 테리어 추적에 들어간 회사의 암살팀에 몰래 연락한다. 그러나 펠릭스의 집 앞에 나타난 암살팀은 펠릭스를 죽여 버리고, 테리어는 애니를 데리고 도망친다. 과거 테리어를 고용했던 회사는 현재 펜타곤 같은 중요 고객을 대상으로 하는 유한 회사를 세운 상태로, 이전 활동이 드러나면 새 회사에 장애가 될 것을 우려해 장관 암살 일을 아는 인물들을 모두 제거하려는 것이다. 이 새 회사의 관리자이며 테리어의 암살을 지휘하고 있는 장본인은 다름 아닌 콕스로 밝혀진다. 콕스는 테일러의 친구 스탠리를 죽이고 애니를 납치한다.
테리어는 콩고 암살 사건에서 콕스가 맡았던 역할을 드러내는 결정적인 영상 증거 자료를 가지고 있다. 그는 이를 이용하여 콕스와 그의 팀을 스페인 투우 경기장으로 유인하고, 영상 파일을 넘기는 대신 애니를 되돌려 주지 않으면 암살 연루를 폭로하겠다고 위협한다. 그러나 테리어는 이들 몰래 한편으로는 수사를 진행 중인 인터폴에 도움이 될 증거를 제공하기로 거래한다.
테리어는 거친 생활을 하던 시절에 입었던 심각한 머리 외상과 씨름하면서도 자신을 살해하는 임무를 맡은 숙련된 용병들을 물리친다. 그러나 그가 애니가 안전하게 탈출하도록 도우려고 고군분투하는 중에 콕스가 둘을 발견한다. 테리어는 부상을 입지만 콕스에게 간신히 총을 맞추고, 직후 콕스는 황소의 뿔에 들이받힌다. 인터폴 요원들이 도착하여 테리어를 구금하고, 반스 요원은 테리어가 불가피한 형량을 초과해 수감되지 않도록 최선을 다해 돕겠다고 약속한다.
영화는 몸이 회복되고 감옥에서 풀려난 테리어가 콩고에서 애니와 재회하는 것으로 끝난다.

## 출연진
- 숀 펜 - 짐 테리어 역
- 하비에르 바르뎀 - 펠릭스 마르티 역
- 이드리스 엘바 - 재키 반스 역
- 마크 라일런스 - 테런스 콕스 역
- 자스민 트린카 - 애니 역
- 레이 윈스턴 - 스탠리 역
- 페테르 프란센 - 라이니거 역